# Fase española de la Copa de las Regiones UEFA
La fase española de la Copa de las Regiones UEFA, que corresponde a la fase de clasificación de España para la Copa de las Regiones de la UEFA, es un torneo de fútbol español bienal para equipos de aficionados que representan a las comunidades autónomas españolas. Su ganador se clasifica para la próxima Copa de las Regiones de la UEFA, que se disputará el año siguiente.

## Historia
En 1999 comienza a disputarse la Copa de las Regiones de la UEFA, en la que toman parte los campeones regionales de cada una de las federaciones nacionales de la UEFA. Es por esto, que desde 1998 se disputa este torneo que otorga una plaza para dicha competición. Las selecciones están formadas por jugadores de 18 a 35 años que nunca hayan firmado un contrato profesional. Se disputa bienalmente, en años pares las fases estatales, y en los impares la fase europea.
En la fase estatal española entran en juego 19 selecciones, las cuales han ido sumándose escalonadamente al torneo con el paso de las ediciones. La última selección en incorporarse al torneo fue Navarra en la quinta edición.
Cuatro selecciones diferentes han conseguido el título en las seis ediciones disputadas. Las dos primeras ediciones el título nacional fue para la selección madrileña, aunque con el atenuante de que la primera edición no se disputó y fue nominada por la Real Federación Española de Fútbol como representante español en la fase europea que la que quedaría subcampeón.
La tercera y cuarta edición tuvieron los mismos finalistas, Asturias y País Vasco, venciendo por penaltis los asturianos en la tercera, y los vascos sin muchos problemas en la cuarta, que posteriormente se proclamarían campeones de Europa.
Precisamente, el País Vasco volvió a ganar la quinta edición, tras desempate por penaltis, de idéntico modo que venció Castilla y León.
El siguiente campeón del torneo es la selección gallega que hizo valer el factor campo para derrotar a la selección andaluza en la final del año 2010. Cosa que no haría lo mismo la selección asturiana dos años después tras perder en la final disputada en Gijón por 2-1 ante Cataluña.
En las siguientes ediciones, 2014 y 2016, Cataluña y Castilla y León lograron el segundo título en su palmarés. En 2018, Castilla y León vuelve a ganar siendo la selección que más campeonatos ha logrado.
Antes de la pandemia, se jugó la edición con la que Galicia consiguió su segundo campeonato.

## Historial
En la fase española entran en juego 19 selecciones y seis selecciones diferentes han conseguido el título en las nueve ediciones disputadas. Las dos primeras ediciones el título nacional fue para la selección madrileña.
| Ed.  | Temporada | Campeón                                | Res.                                   | Subcampeón                             | Sede                                   | Resultado en Fase Continental de Copa de las Regiones |
| ---- | --------- | -------------------------------------- | -------------------------------------- | -------------------------------------- | -------------------------------------- | ----------------------------------------------------- |
| I    | 1997–98   | Madrid                                 | –                                      | Sin jugar                              | –                                      | Subcampeones                                          |
| II   | 1999–00   | Madrid                                 | 3–1                                    | Andalucía                              | Zaragoza                               | Medalla de bronce                                     |
| III  | 2001–02   | Asturias                               | 0–0 (3:0 p.)                           | País Vasco                             | Alcalá de Henares                      | Fase final                                            |
| IV   | 2003–04   | País Vasco                             | 3–1                                    | Asturias                               | Las Rozas de Madrid                    | Campeones                                             |
| V    | 2005–06   | País Vasco                             | 0–0 (3:0 p.)                           | Cataluña                               | Baracaldo                              | Fase intermedia                                       |
| VI   | 2007–08   | Castilla y León                        | 2–2 (4:2 p.)                           | Andalucía                              | Vendrell                               | Campeones                                             |
| VII  | 2009–10   | Galicia                                | 2–1                                    | Andalucía                              | Portonovo                              | Fase intermedia                                       |
| VIII | 2011–12   | Cataluña                               | 2–1                                    | Asturias                               | Gijón                                  | Subcampeones                                          |
| IX   | 2013–14   | Cataluña                               | 0–0 (5:4 p.)                           | Andalucía                              | Segovia                                | Fase intermedia                                       |
| X    | 2015–16   | Castilla y León                        | 2–0                                    | Asturias                               | Puertollano                            | Fase final                                            |
| XI   | 2017–18   | Castilla y León                        | 0–0 (4:3 p.)                           | Castilla-La Mancha                     | Zaragoza                               | Medalla de bronce                                     |
| XII  | 2019–20   | Galicia                                | 2–0                                    | Andalucía                              | Las Rozas de Madrid                    | Campeones                                             |
| -    | 2021–22   | Suspendida por la pandemia de COVID-19 | Suspendida por la pandemia de COVID-19 | Suspendida por la pandemia de COVID-19 | Suspendida por la pandemia de COVID-19 | Suspendida por la pandemia de COVID-19                |
| XIII | 2023–24   | Aragón                                 | 2–1                                    | Galicia                                | Las Rozas de Madrid                    | Campeones                                             |

### Palmarés
| Club                | Títulos | Subcamp. | Años campeonatos | Años subcampeonatos          |
| ------------------- | ------- | -------- | ---------------- | ---------------------------- |
| Castilla y León     | 3       | –        | 2008, 2016, 2018 | –                            |
| País Vasco          | 2       | 1        | 2004, 2006       | 2002                         |
| Cataluña            | 2       | 1        | 2012, 2014       | 2006                         |
| Galicia             | 2       | 1        | 2010, 2020       | 2024                         |
| Comunidad de Madrid | 2       | –        | 1998, 2000       | –                            |
| Asturias            | 1       | 3        | 2002             | 2004, 2012, 2016             |
| Aragón              | 1       | –        | 2024             | –                            |
| Andalucía           | –       | 5        | –                | 2000, 2008, 2010, 2014, 2020 |
| Castilla-La Mancha  | –       | 1        | –                | 2018                         |

## Formato actual de competición
- Primera fase: 19 equipos. 6 grupos, 5 con 3 equipos y 1 con 4 equipos. Cada grupo en una única sede, y cada equipo juega dos partidos. Se clasifican los campeones de grupo. Por sorteo, dos equipos directamente a la fase final y cuatro equipos a la fase intermedia.
- Fase intermedia: 4 equipos. Eliminatorias a partido único en la Ciudad del Fútbol de Las Rozas. Se clasifican 2.
- Fase final: 4 equipos. Semifinales y final. A partido único en la Ciudad del Fútbol de Las Rozas.